# Showgirls (colonna sonora)
| Recensione | Giudizio |
| ---------- | -------- |
| AllMusic   | [ 1 ]    |

Showgirls (conosciuta anche come Music from and Inspired by Showgirls) è la colonna sonora dell'omonimo film del 1995.

## Tracce
1. Animal - 4:09 (Prick)
2. I'm Afraid of Americans - 5:12 (David Bowie)
3. Kissing the Sun - 4:31 (The Young Gods)
4. New Skin - 5:36 (Siouxsie and the Banshees)
5. Wasted Time - 3:55 (My Life with the Thrill Kill Kult)
6. Emergency's About to End - 2:37 (Possum Dixon)
7. You Can Do It - 4:14 (No Doubt)
8. Purely Sexuel - 4:01 (Xavier)
9. Hollywood Babylon - 6:44 (Killing Joke)
10. Beast Inside - 5:43 (Freaks of Desire)
11. Helen's Face - 4:55 (Scylla)
12. Somebody New - 2:37 (My Life with the Thrill Kill Kult)
13. Goddess - 3:27 (David A. Stewart)
14. Walk into the Wind - 5:37 ("Andrew Carver")